# Cayeux-sur-Mer
Cayeux-sur-Mer – miejscowość i gmina we Francji, w regionie Hauts-de-France, w departamencie Somma.
Według danych na rok 2011 gminę zamieszkiwało 2660 osób, a gęstość zaludnienia wynosiła 101 osób/km² (wśród 2293 gmin Pikardii Cayeux-sur-Mer plasuje się na 81. miejscu pod względem liczby ludności, natomiast pod względem powierzchni na miejscu 32.).